# Три параллельные реки
«Три параллельные реки» (кит. 三江并流, пиньинь Sānjiāngbìngliú) — национальный парк в Китае, расположенный в Сино-Тибетских горах на северо-западе провинции Юньнань. Восемь участков парка суммарной площадью 1,7 млн га входят в список Всемирного наследия ЮНЕСКО.
На территории парка располагаются верховья трёх крупнейших рек Азии: Янцзы, Меконга и Салуина, которые протекают в ущельях до 3 000 м глубиной. На данном участке реки текут почти параллельно с севера на юг на расстоянии 20—60 км друг от друга. После этого они резко расходятся по разным сторонам света. Янцзы сначала уходит на север, протекая по знаменитому ущелью Прыгающего тигра, а затем течёт на восток через весь Центральный и Восточный Китай, впадая в Восточно-Китайское море близ Шанхая. Меконг несёт свои воды на юг и юго-восток и впадает в Южно-Китайское море во Вьетнаме. Салуин — на юг и юго-запад в Мьянму и в Индийский океан.
Три параллельные реки — богатейший с точки зрения биологического разнообразия район Китая и даже всего умеренного пояса Земли. Из-за сложного и многообразного климата, в районе «трёхречья» нашли убежище множество видов растений и животных. Этот район занимает площадь менее 0,4 % всей территории Китая, но в нём произрастает свыше 6 000 видов или около 20 % всех редких и ценных растений Китая. Также здесь обитают более 25 % всех видов фауны КНР.

## Галерея

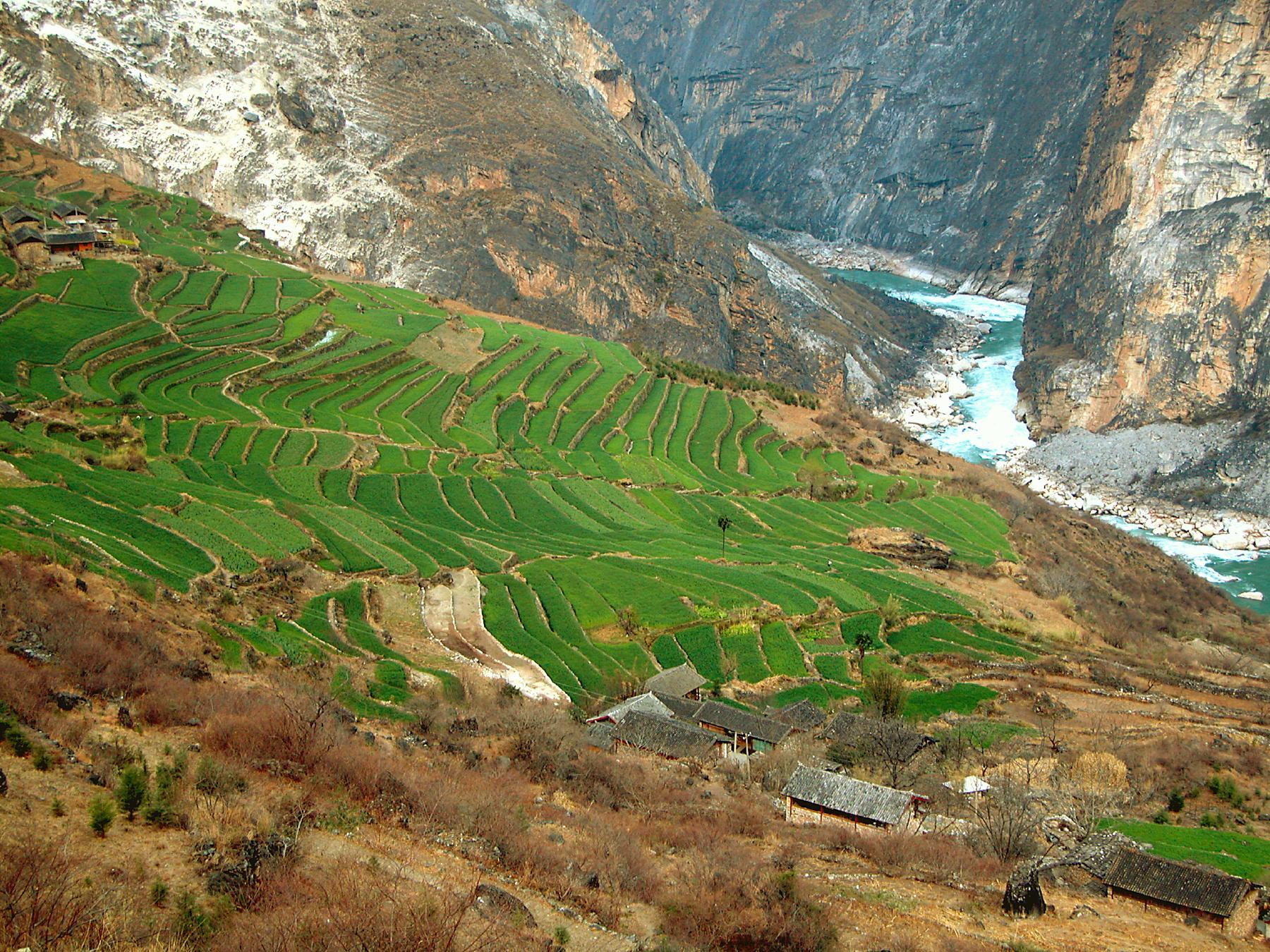
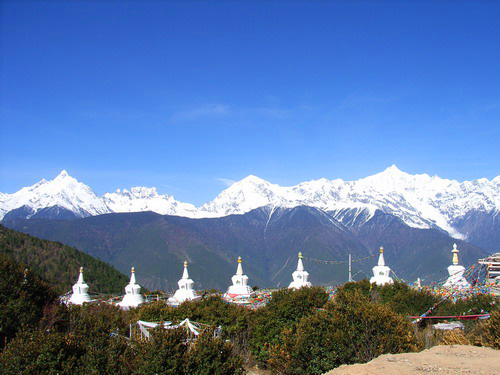
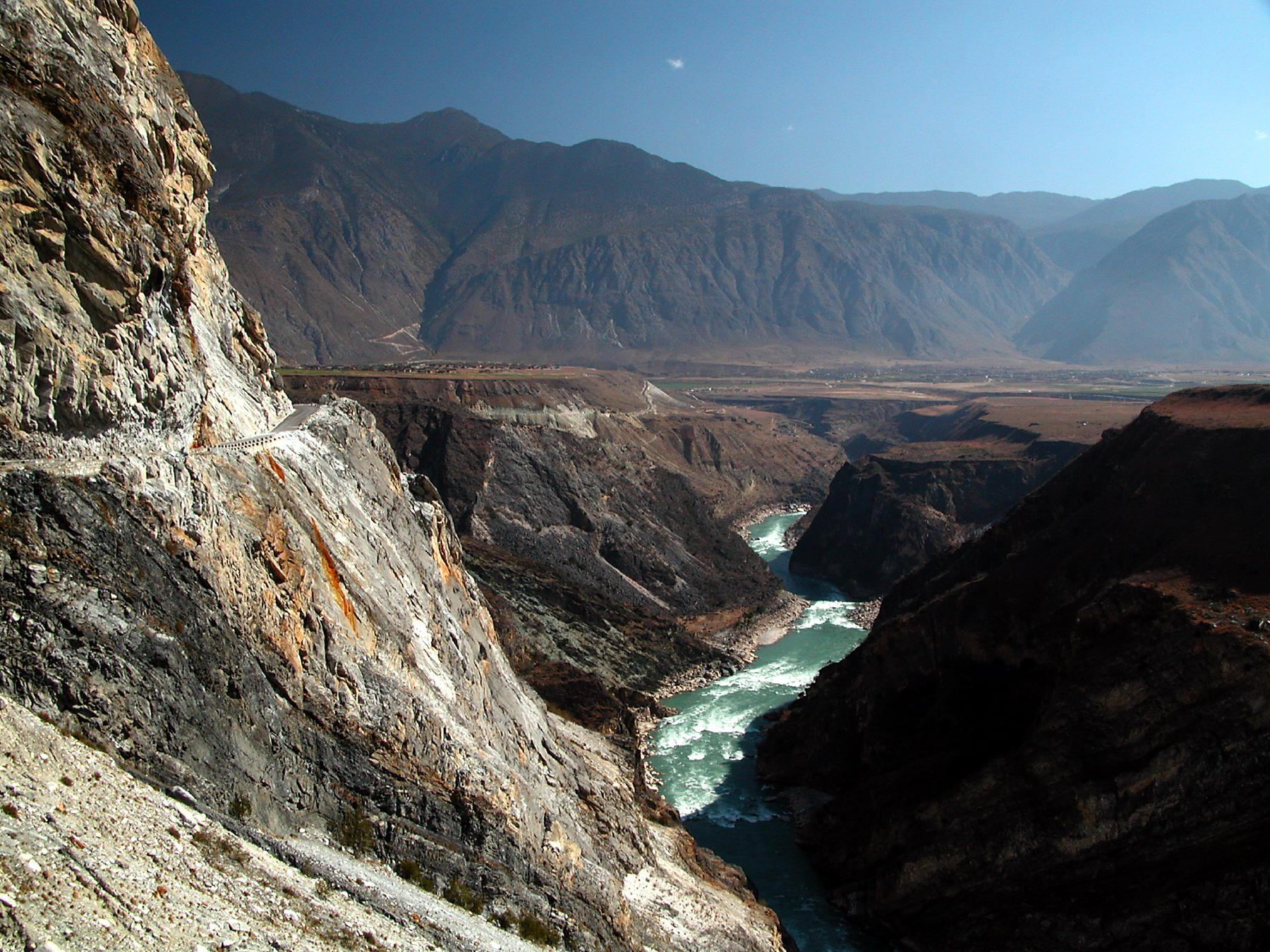
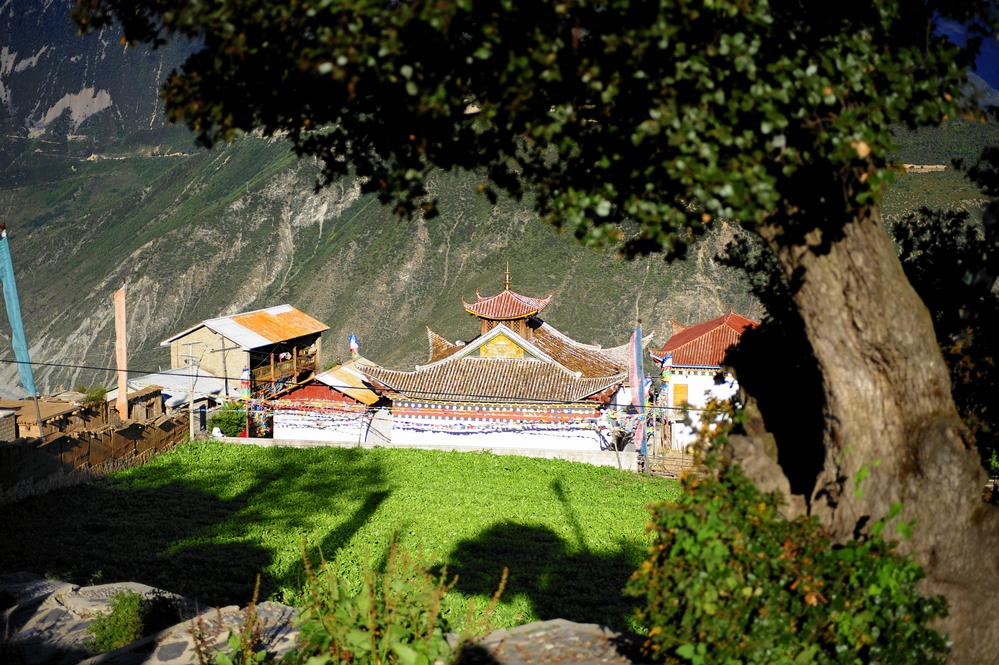
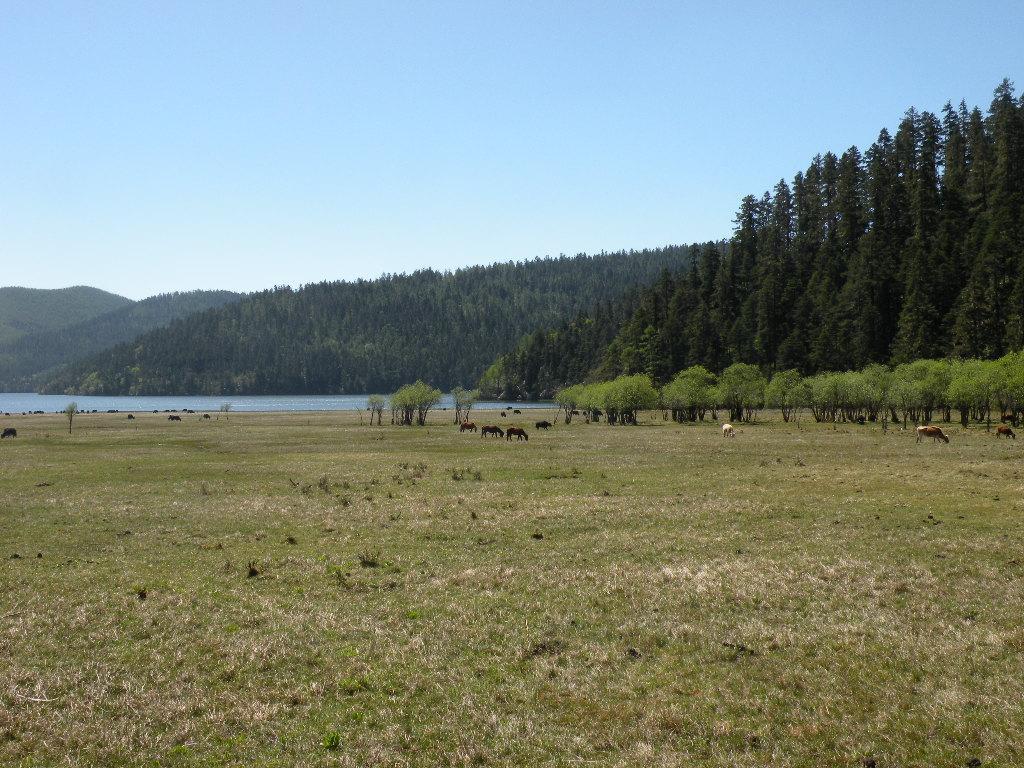
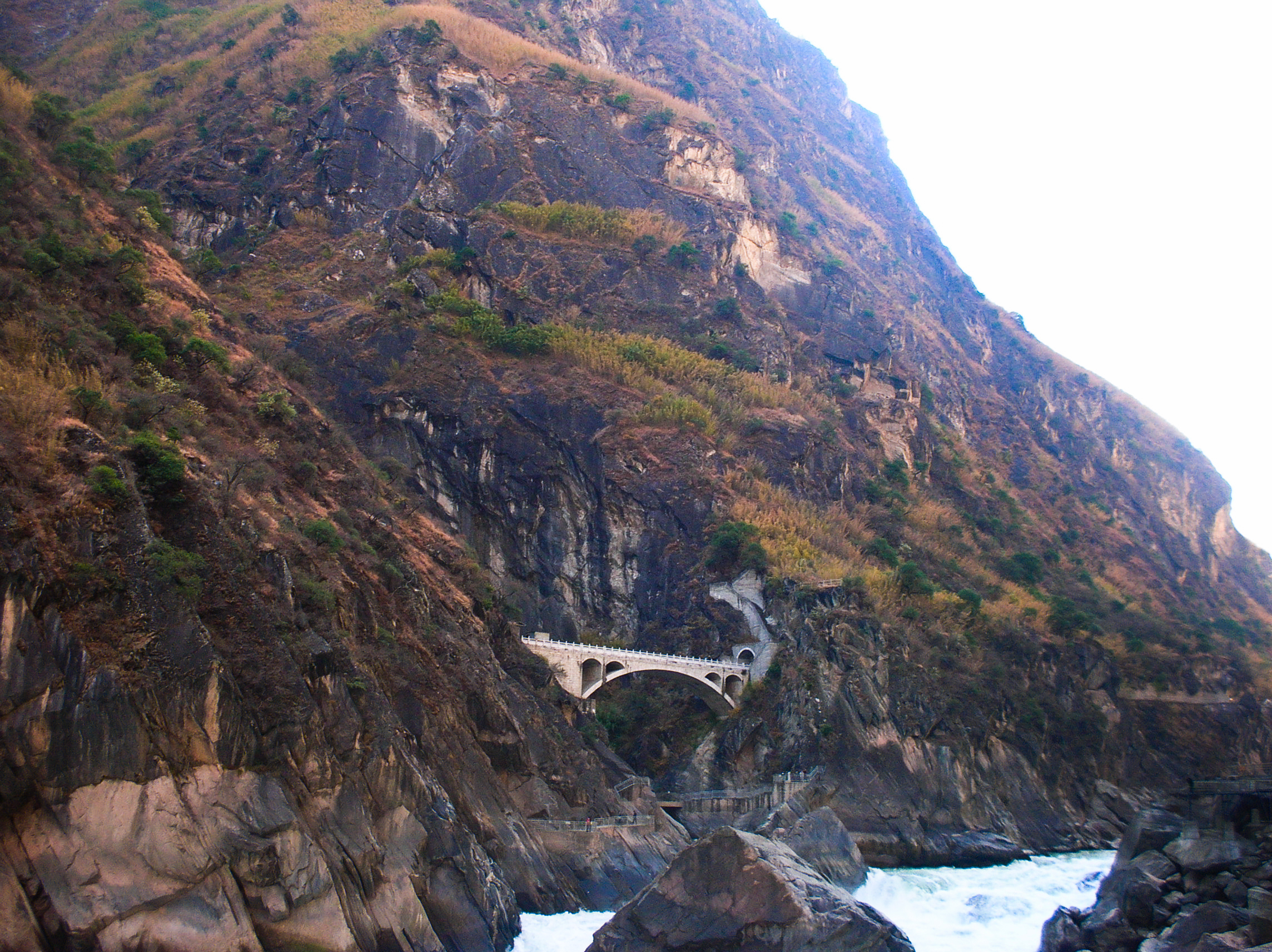